# Oxandrolone
L’oxandrolone  (Oxandrin) est un dérivé synthétique de la testostérone créé par les Laboratoires Searle, aujourd'hui Pfizer Inc., sous la marque Anavar, et introduit aux États-Unis en 1964. 
En raison de son potentiel d'abus, il est classé comme une substance réglementée de l'annexe III aux États-Unis. L'oxandrole n’est disponible qu’après autorisation (ATU en France, ASU en Suisse). 

## Production
À cause de la mauvaise publicité de ses abus par les culturistes, la production d'Anavar a été interrompue par les Laboratoires Searle en 1989. 
Il a été récupéré par la société Bio-Technology General Corporation, maintenant Savient Pharmaceuticals qui, après réussite des essais cliniques en 1995, l'a commercialisé sous le nom d'Oxandrin. Depuis 2009, c'est le seul médicament commercialisé par la société.

## Avantages
L'oxandrolone a deux avantages majeurs sur les autres stéroïdes anabolisants.  
Premièrement, il n'aromatise pas (ne se convertit pas en œstrogène, ce qui provoquerait une gynécomastie ou un gonflement des tissus mammaires masculins).  
Deuxièmement, il ne modifie pas de manière significative la production normale de testostérone du corps (axe hypothalamo-hypophyso-gonadique) à faible dose (10 mg). Lorsque les doses sont élevées, le corps humain réagit en réduisant la production d'hormone lutéinisante en pensant que la production de testostérone endogène est trop élevée ce qui diminue à son tour la stimulation des cellules de Leydig dans les testicules, provoquant une atrophie testiculaire. 
Il peut donc être utilisé chez les deux sexes. 

## Utilisations
L'oxandrolone a été prescrit pour promouvoir la régénération musculaire dans les troubles qui provoquent une perte de poids involontaire (comme lors d'une chimiothérapie). Il a également montré une efficacité partielle dans le traitement de l'ostéoporose. 
Il a ensuite été approuvé comme médicament orphelin par la Food and Drug Administration (FDA) pour le traitement de l'hépatite alcoolique, le syndrome de Turner, et la perte de poids causée par le VIH.  
Il est aussi indiqué comme une compensation au catabolisme des protéines causées par l'administration à long terme des corticostéroïdes ou chez les grands brûlés,,. 
En outre, le médicament a démontré des résultats positifs dans le traitement de l'anémie et l'angioœdème héréditaire.  